# オウル (小惑星)
オウル (1512 Oulu) は小惑星帯に位置する小惑星である。フィンランドの天文学者ヘイッキ・アリコスキ (Heikki A. Alikoski) がトゥルクで発見した。
フィンランド中部の都市、オウルに因んで命名された。